# Неаполи (Кожани)
Неаполи (грч. Νεάπολη) је град у општини Горуша у периферији Западна Македонија, Грчка. Према попису из 2021. године било је 2.036 становника.
Према бугарском географу и историчару, Василу Канчову, у Неаполију је 1900. године живело 1.600 Грка муслимана (Валахади), 800 Грка хришћана и 200 Рома. Неаполи се налази у области Населица, која је некада била насељена словенским становништвом које је касније хеленизовано. Током Балканских ратова град је настрадао и већина мештана је избегла, тако је после рата остало 1.047 житеља. Године 1923. муслиманско становништво је принудно исељено у Турску а на њихово место је насељено 239 грчких избегличких породица, укупно 978 особа. На попису из 1928. године Неаполи је имао 1.592 становника. Град се раније звао Лапчишта.